# Kepil (onderdistrict)
Kepil is een onderdistrict (kecamatan) in het regentschap (kabupaten) Wonosobo in de Indonesische provincie Midden-Java op Java.
Kepil ligt aan de voet van de stratovulkaan Sumbing (Soembing) in het zuidoostelijke deel van het regentschap Wonosobo.

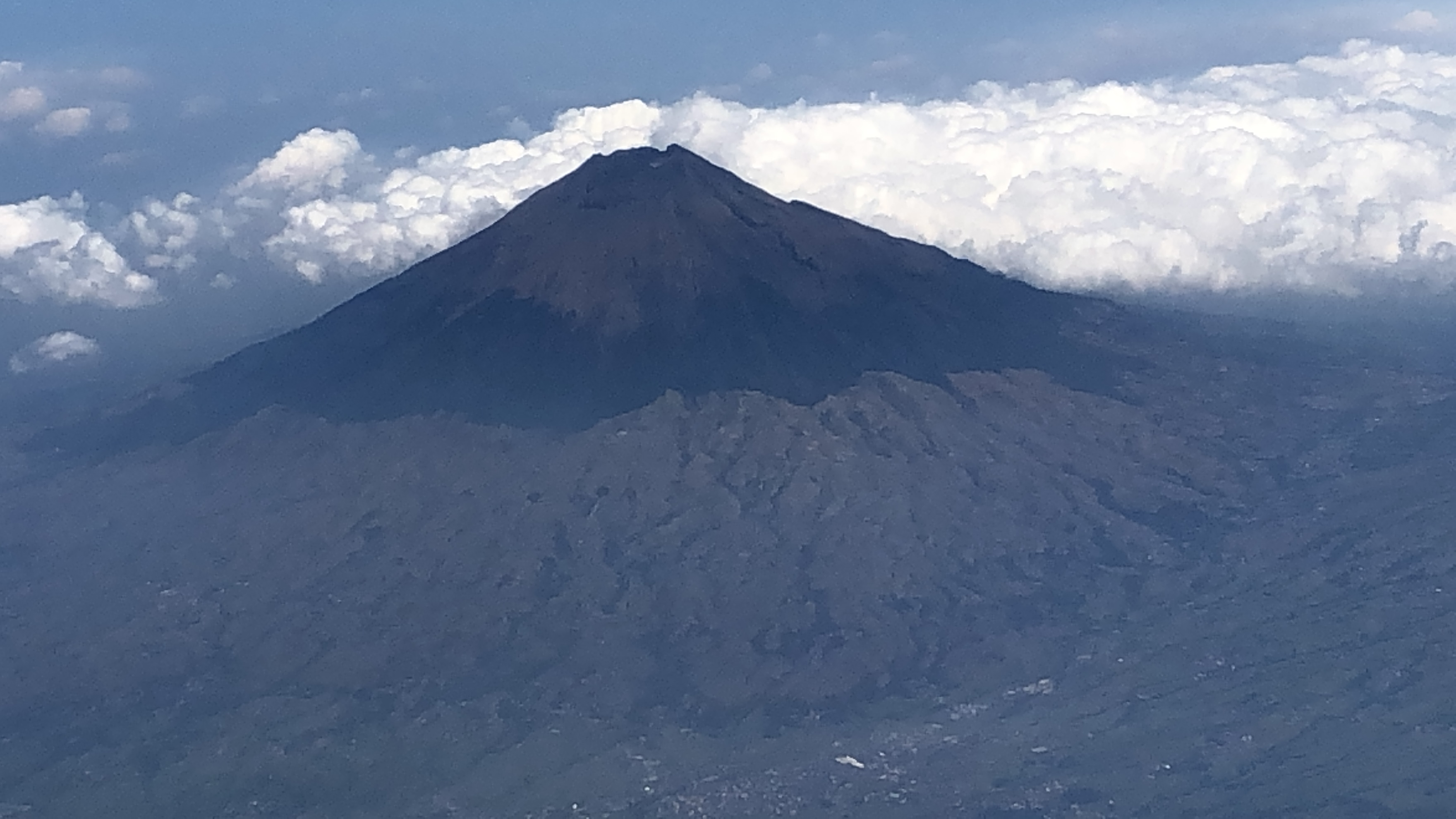
Uitzicht op de vulkaan Sumbing. In het oosten van het regentschap Wonosobo komen de regentschappen Wonosobo, Temanggung en Magelang samen op deze berg

## Verdere onderverdeling
Het onderdistrict Kepil is anno 2010 verdeeld in 21 desas, plaatsen en dorpen:
| Plaats code | Naam kelurahan, plaatsen en dorpen | Inwoners in 2010 |
| ----------- | ---------------------------------- | ---------------- |
| 001         | Gadingsukuh                        | 1.656            |
| 002         | Burat                              | 2.257            |
| 003         | Gadingrejo                         | 5.478            |
| 004         | Bener                              | 2.987            |
| 005         | Teges Wetan                        | 2.285            |
| 008         | Gondowulan                         | 3.310            |
| 009         | Jangkrikan                         | 2.654            |
| 010         | Kepil                              | 5.312            |
| 011         | Kapulogo                           | 1.828            |
| 012         | Kagungan                           | 1.767            |
| 013         | Randusari                          | 1.580            |
| 014         | Rejosari                           | 1.332            |
| 015         | Kalipuru                           | 730              |
| 016         | Ngalian                            | 693              |
| 017         | Tanjunganom                        | 2.665            |
| 018         | Kaliwuluh                          | 3.187            |
| 019         | Beran                              | 3.922            |
| 020         | Tegalgot                           | 1.848            |
| 021         | Warangan                           | 1.746            |
| 022         | Ropoh                              | 4.988            |
| 023         | Pulosaren                          | 3.959            |